# Melasina ptochodora
Melasina ptochodora är en fjärilsart som beskrevs av Edward Meyrick 1917. Melasina ptochodora ingår i släktet Melasina och familjen säckspinnare. Inga underarter finns listade i Catalogue of Life.